# Mazzatello
Mazzatello (gọi tắt là mazza) là một phương thức hành hình bằng cách tạo ra chấn thương nơi vùng đầu thường được Lãnh địa Giáo hội áp dụng từ cuối thế kỉ XVIII đến những năm 1870. Tên của phương thức này được đặt theo tên của các dụng cụ thực hiện nó: một cái vồ to, cán dài hoặc một chiếc pollaxe. Theo Abbott, mazzatello là "một trong những phương thức hành hình tàn ác nhất từng được phát minh ra, nó yêu cầu kĩ năng tối thiểu và không khó để bắt tử tội phục tùng trong suốt quá trình thực hiện". Megivern thì coi mazzatello như một trong những phương thức hành hình của Lãnh địa Giáo hoàng có thể "hoàn hảo đến mức vượt trội so với những phương thức được áp dụng tại nhiều quốc gia khác".
Tử tội sẽ bị áp giải lên đoạn đầu đài ở quảng trường công cộng tại Rome, anh ta sẽ được một mục sư đi cùng để xưng tội); nơi thi hành án còn có một chiếc quan tài và một đao phủ bịt mặt, vận đồ đen. Tử tội sẽ được nghe đọc kinh trước khi bị hành quyết. Xong xuôi, đao phủ sẽ vung chiếc vồ lên lấy đà sau đó giáng xuống đầu tử tù, giống với cánh mổ thịt gia súc trong các trang trại. Thông thường tử tội chỉ bị đánh ngất chứ ít khi chết ngay, nên đao phủ sẽ thực hiện nốt nhiệm vụ cuối cùng là cắt lưỡi nạn nhân.
Cùng với Treo cổ, kéo và chặt làm tư, mazzatello chỉ áp dụng cho những tội "cực kì đáng ghê tởm".
Một cách mô tả khác của phương thức xử tử này đã được Alexandre Dumas thuật lại trong quyển Bá tước Monte Cristo. Trong truyện, phương pháp này được gọi là la mazzolata. Theo đó, tử tù sẽ bị đánh vào một bên đầu bằng một cái chùy.